# Hồi ức về Marnie
Hồi ức về Marnie (tiếng Nhật: 思い出のマーニー, Omoide no Marnie) là một phim anime của Studio Ghibli công chiếu vào năm 2014, được dựa trên tiểu thuyết When Marnie Was There (Khi Marnie ở đó) bởi Joan G. Robinson. Kịch bản và đạo diễn phim là Yonebayashi Hiromasa, người từng rất thành công với bộ phim Karigurashi no Arrietty.

## Sơ lược nội dung
Satsuki Anna là một cô bé sống khép kín, không có bạn bè và sau khi bà ngoại chết thì cô bé được chuyển đến trại trẻ mồ côi và sau đó đến sống cùng với cha mẹ nuôi. Trong một lần phát hiện bức thư chứa nội dung liên quan đến tiền trợ cấp hàng tháng từ chính quyền địa phương.
Anna bắt đầu nghi ngờ tình thương của cha mẹ nuôi. Sau một cơn hen suyễn nặng. Anna được gửi về nhà họ hàng của mẹ nuôi ở Kushiro, một thị trấn bên bờ biển để nghỉ ngơi, dưỡng bệnh. Tại đây, Anna bị thu hút bởi một ngôi nhà cũ kĩ bên kia đầm lầy và không ngừng tìm đến nó để khám phá. Nhờ đó, cô bé đã gặp được một cô gái bí ẩn bằng tuổi Anna tên là Marnie.
Mỗi ngày, hai người chơi với nhau từ sau năm giờ chiều và hứa giữ bí mật với người khác về tình bạn này. Nhưng sự kì lạ của tình bạn này khiến Anna bất an và sau sự kiện buổi tiệc, Marnie biến mất và Anna tin rằng Marnie chỉ là do mình tưởng tượng ra cho đến khi cô bé gặp Hisako, một họa sĩ và là người bạn thời thơ ấu của Marnie, và Sayaka, con gái gia đình mới chuyển đến sống ở ngôi nhà của Marnie. Sayaka tìm được cuốn nhật ký của Marnie và đưa nó cho Anna xem, nhưng nó bị thiếu vài trang cuối.
Marnie lại xuất hiện. Hai người bạn chia sẻ về vết thương lòng của nhau và cùng nhau đi đến kho thóc bị bỏ hoang gắn liền với nỗi sợ tuổi thơ của Marnie thì mưa to. Khi tỉnh lại, Marnie lại biến mất, để lại Anna bị sốt nặng và tổn thương với nỗi đau bị bỏ rơi. Khi Anna hạ sốt, Sayaka cho Anna xem những trang nhật ký Marnie bị thiếu và một bức hoạ, nhờ vậy Anna từ từ hiểu ra rằng mọi chuyện là do bản thân Anna tưởng tượng ra dựa theo những câu chuyện mà hàng đêm Anna được bà ngoại kể cho nghe lúc còn nhỏ. Sau đó, họ được nghe bà Hisako kể về cuộc đời buồn và đơn độc của một người con gái tên Marnie đã từng tồn tại.
Người mẹ nuôi của Anna tìm về quê để thăm hỏi tình hình của cô bé và khẳng định bà yêu Anna như con đẻ. Sau đó, bà đưa Anna xem một bức hình mà ngày nhỏ cô bé rất thích. Dòng ký ức thuở nhỏ quay về và Anna biết một điều rằng Marnie chính là người bà quá cố của mình. Người hay kể cho Anna những câu chuyện xảy ra với bản thân bà lúc bà còn sống ở ngôi nhà bên đầm lầy.

## Nhân vật
- Takatsuki Sara.......... Anna
- Arimura Kasumi.......... Marnie
- Matsushima Nanako....... Yoriko
- Terajima Susumu......... Ōiwa Kiyomasa
- Negishi Toshie.......... Setsu, vợ Kiyomasa
- Moriyama Ryoko.......... Bà lão
- Yoshiyuki Kazuko........ Baayaa
- Kuroki Hitomi........... Hisako

## Quá trình thực hiện
Đầu tháng 7 năm 2014, đoạn phim quảng cáo của phim được tung ra. Ca khúc chủ đề của phim là "Fine on the Outside" của nhạc sĩ, ca sĩ người Mĩ Priscilla Ahn.
"Tuyển nhạc phim "Omoide no Marnie" (思い出のマーニーサントラ音楽集 Omoide no Marnie Santora Ongakushuu) là album chính gồm hai đĩa chứa bản nhạc dùng trong phim, bao gồm cả ca khúc chủ đề phim. Album này được phát hành dưới hình thức CD ở Nhật và nhạc số toàn thế giới từ ngày 16 tháng 7 năm 2014. Ngoài ra, Priscilla Ahn còn phát hành một album lấy ý tưởng từ phim có tên "Just Know That I Love You" (còn có tên "あなたのことが大すき" - "Tớ thích cậu lắm").